# George Frederick Armstrong
George Frederick Armstrong (* 15. Mai 1842 in Doncaster; † 16. November 1900 in Grasmere) war ein britischer Ingenieur.

## Leben
Der Sohn von George Armstrong wurde in Dorncaster geboren. Seine frühe Ausbildung erhielt er durch privaten Unterricht. Er nahm eine Arbeit in den Eisenbahnwerkstätten von Dorncaster auf, wo er zwischen Unterricht und praktischer Arbeit abwechselte. Mit siebzehn Jahren wurde er für seine weitere Bildung an eines der wenigen Colleges gesandt, an dem Ingenieure ausgebildet wurden. So besuchte er ab 1857 das King’s College London für drei Jahre, wo er die universitäre Grundausbildung der damaligen Universitäten erhielt. Er wechselte erst zum St John’s College der Universität Cambridge und später an das Jesus College, wo er seine wissenschaftliche Ausbildung fortsetzte. 1864 schloss er mit B.A. ab, gefolgt von M.A. Mit seinem Abgang von der Universität ging er zurück zur Great Northern Railways, wo bei dem damaligen Chefingenieur Richard Johnson praktische Erfahrung sammelte. Die Beziehung zur Great Northern ging 1869 endgültig zu Ende, nachdem er aber erneut in den Eisenbahnwerkstätten in Dorncaster gearbeitet hatte.
Im gleichen Jahr bezog Armstrong Räume in London und nahm Aufträge als selbständiger Ingenieur an. Er beriet die Isle-of-Man Railways, die seine Pläne später auch umsetzte. In Kanada hatte man in dieser Zeit begonnen, die Ausbildung nach europäischem Muster zu übernehmen. Als 1871 an der McGill University ein Lehrstuhl für Ingenieurwissenschaften eingerichtet wurde, wurde Armstrong als erster Professor gewählt. Armstrong musste nicht nur den Lehrplan und die Inhalte der Ausbildung klären, er musste obendrein noch die Beziehungen zu den anderen Abteilungen der Universität herstellen, klären und regeln. Obendrein fand er noch Zeit, sich in das gesellschaftliche Leben in Montreal einzubringen.
Als 1876 ein Lehrstuhl für Ingenieurwissenschaften am kurz zuvor eingerichteten Yorkshire College (siehe University of Leeds) in Leeds eingerichtet wurde, folgte Armstrong dem Ruf seiner Heimat und besetzte den Lehrstuhl als erster Professor. 1885 wurde Armstrong auf den nach dem Tode des ersten Regius Professors, Fleeming Jenkin, verwaisten Lehrstuhl des Regius Professor of Engineering der Universität Edinburgh berufen. Seine Einführungsvorlesung trug den Titel The Progress of Technical Education at Home and Abroad (Fortschritt der technischen Ausbildung im In- und Ausland). Die Vorlesung wurde stark beachtet. Stafford Northcote zitierte Auszüge in einer Debatte im Unterhaus und ein einflussreicher Industrieller war so beeindruckt, dass er aus seinem Nachlass die nach ihm benannten Fulton Laboratories der Universität Edinburgh einrichten ließ.
Wie sein Vorgänger war Armstrong ein Förderer der öffentlichen Gesundheit, so dass er sich sehr um Ausbildung in den entsprechenden Fächern der Ingenieurwissenschaften bemühte. Er richtete einen jährlichen Kurs über Wasserversorgung und Sanitärtechnik für Mediziner ein. Seine Aktivitäten verbesserten das Standing der Ingenieurwissenschaften gegenüber anderen Fächern. Noch zu Lebzeiten Armstrongs wurde das Fach an der Universität mit einer eigenen Professur besetzt.
Armstrong war Fellow der Royal Society of Edinburgh, war 15 Jahre lang Ehrenpräsident der East of Scotland Engineering Association, war Fellow der Royal Scottish Society of Arts, in der er 1896 auch die Präsidentschaft übernahm. 1899 wurde er zum Fellow des Kings College London berufen. Er wurde am 7. Dezember 1869 zum Associate Member und ab dem 5. April 1892 zum Member des Institute of Civil Engineers gewählt.
1893 heiratete Armstrong Margaret Brown. Er verstarb am 16. November 1900 nach mehrmonatiger Krankheit in seinem Haus in Grasmere, wo er als viele Jahre als Friedensrichter von Westmorland gedient hatte und dem Grasmere District Council vorsaß. Sein Nachfolger als Regius Professor wurde im Mai 1901 Thomas Hudson Beare.

## Bibliografie

### Bücher
- Inaugural lecture of the Department of Practical science in McGill University, Montreal; 1872
- A Lecture on the Progress of Higher Technical Instruction - At Home and Abroad; 1885

### Kapitel
- Notes on some Results of the Last Solar Eclipse (12. Dezember 1871), 1875, in The Canadian Naturalist and Geologist, Band 7